# 高田橋駅
高田橋駅（たかだばしえき）は、岐阜県岐阜市高田二丁目にある名古屋鉄道各務原線の駅。駅番号はKG12。

## 歴史
- 1926年（大正15年）1月21日 - 各務原鉄道の駅として開業。
- 1935年（昭和10年）
  - 3月28日 - 合併により名岐鉄道の駅となる。
  - 8月1日 - 社名変更により名古屋鉄道の駅となる。
- 1944年（昭和19年） - 休止。
- 1946年（昭和21年）9月15日 - 無人駅として復活[2]。
- 2006年（平成18年）12月16日 - トランパス導入。
- 2011年（平成23年）2月11日 - ICカード乗車券「manaca」供用開始。
- 2012年（平成24年）2月29日 - トランパス供用終了。

## 駅構造
4両編成対応の2面2線の相対式ホームを持つ地上駅。駅集中管理システムが導入された無人駅（管理駅は名鉄岐阜）である。改札口は各ホームの新鵜沼方端にあり、付近には自動券売機（通勤manaca定期券（新規・継続）および通学manaca定期券（継続のみ）の購入も可能。ただし、名鉄ミューズカードでの決済は7:00～22:00の間に限られる。）および自動精算機（ICカードのチャージ等も可能）を1台ずつ備えている。
ホームは嵩上げされた。河川の単線並列橋梁に近いため上下線の間隔が広がっている。

### のりば
| 番線 | 路線        | 方向 | 行先         |
| ---- | ----------- | ---- | ------------ |
| 1    | KG 各務原線 | 上り | 犬山方面     |
| 2    | KG 各務原線 | 下り | 名鉄岐阜ゆき |

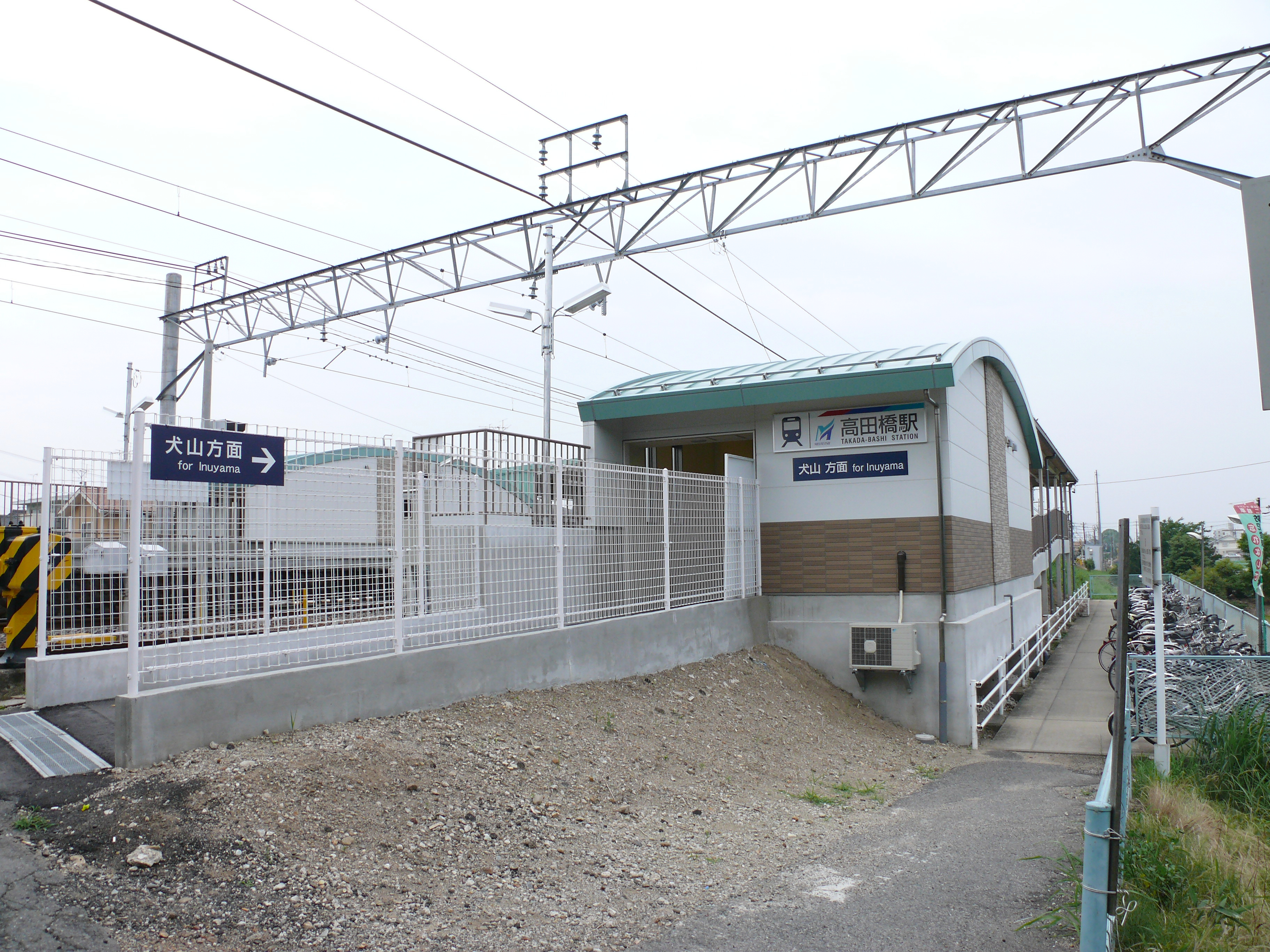
犬山方面駅舎
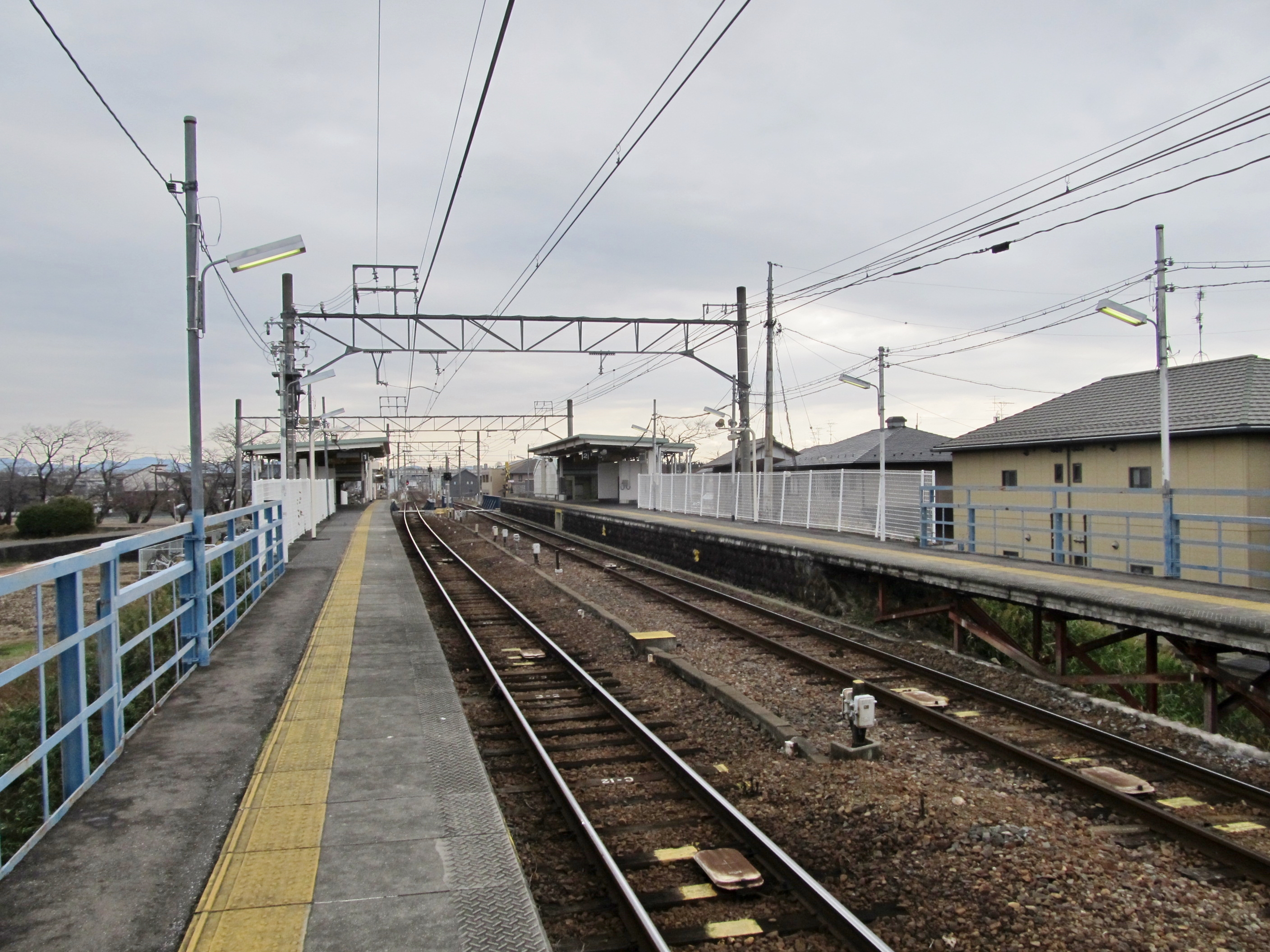
ホーム
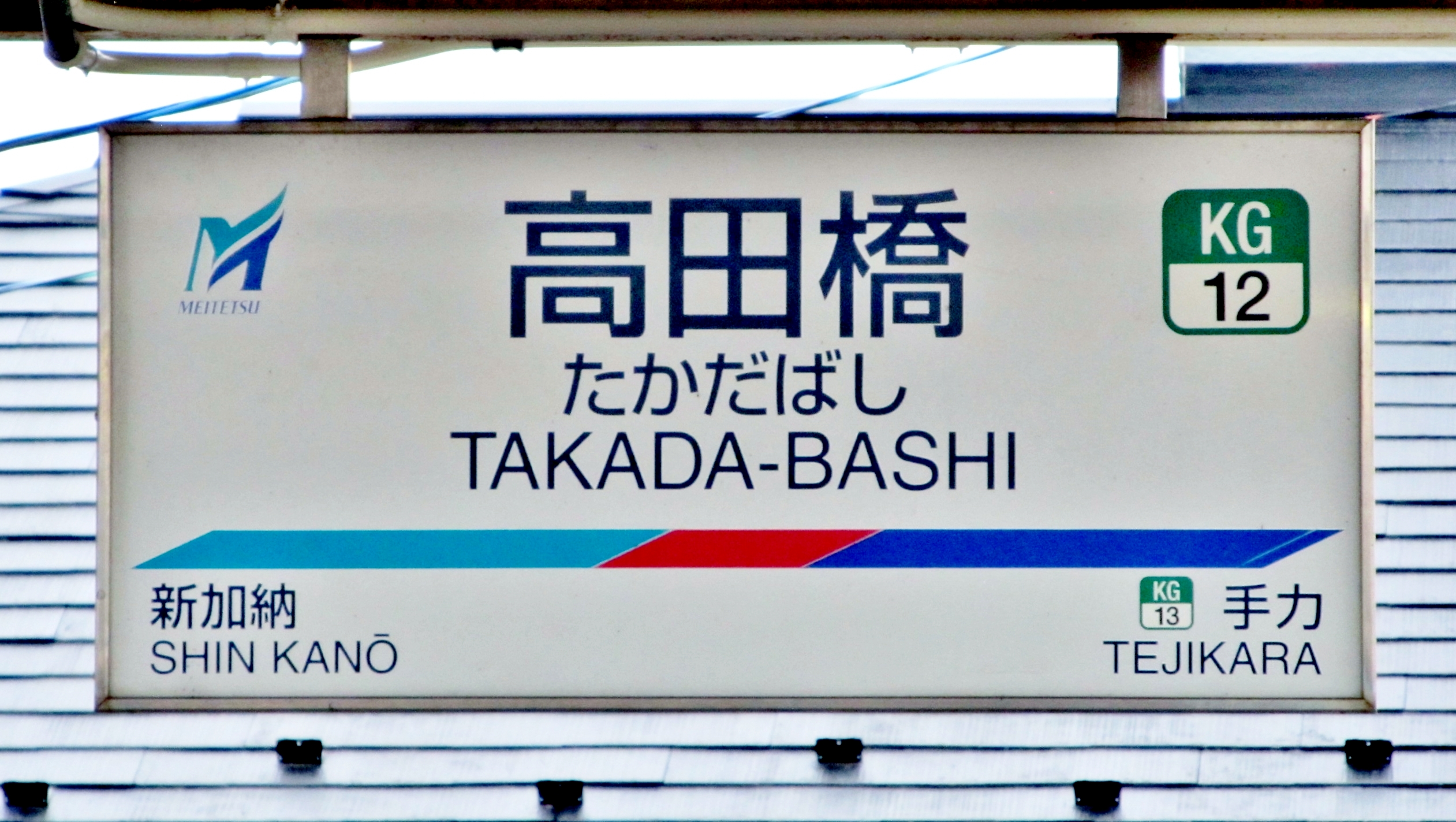
駅名標

### 配線図
| ← 岐阜方面 | 高田橋駅 構内配線略図 | → 新那加・ 名古屋方面 |
| 凡例 出典: |                       |                       |

## 利用状況
- 『名鉄120年：近20年のあゆみ』によると2013年度当時の1日平均乗降人員は805人であり、この値は名鉄全駅（275駅）241位、各務原線（18駅）中16位であった[7]。
- 『名古屋鉄道百年史』によると1992年度当時の1日平均乗降人員は952人であり、この値は岐阜市内線均一運賃区間内各駅（岐阜市内線・田神線・美濃町線徹明町駅 - 琴塚駅間）を除く名鉄全駅（342駅）中227位、各務原線（18駅）中14位であった[8]。

名鉄社史および移動等円滑化取組報告書による一日平均乗降人員の推移は以下の通りである。
| 年度               | 一日平均 乗降人員 | 備考   |
| ------------------ | ----------------- | ------ |
| 1992（平成04）年度 | 952               | [ 8 ]  |
| …                  |                   |        |
| 2013（平成25）年度 | 805               | [ 7 ]  |
| …                  |                   |        |
| 2019（令和元）年度 | 890               | [ 9 ]  |
| 2020（令和02）年度 | 718               | [ 10 ] |
| 2021（令和03）年度 | 768               | [ 1 ]  |

## 駅周辺
- 中山道
- 境川

## バス路線
駅の南側に373バス（岐阜市コミュニティバス）の「高田橋」バス停がある。
- 「高田橋」バス停
  - 長森駅、県総合医療センター方面
  - イオン各務原店方面

## 隣の駅
名古屋鉄道
KG 各務原線
■普通
手力駅（KG13） - 高田橋駅（KG12） - 新加納駅（KG11）